# 退件
退件是邮政退回的信件、明信片、邮简等，是一种集邮项目。有的退件上盖有各种风景戳，更受到集邮者的推崇。
退件的形成可能有以下原因：
- 实名制的，明确地址的境外收件人
- 假名假址的假收件人
- 真实地址和局名的邮政部门，请对方退回
- 假名收件人的存局候领